# Голубев, Александр Николаевич (архитектор)
Алекса́ндр Никола́евич Го́лубев — архитектор СССР, автор проектов: речного вокзала в городе Красноярске, санатория Совета министров РСФСР на Байкале многочисленных жилых и общественных зданий, детских и оздоровительных учреждений, планировки и застройки районов города Ангарска. Лауреат серебряной медали на Всемирной выставке в Брюсселе (1958 год). Во время Великой Отечественной войны занимался инженерной разведкой, разработкой стратегических сооружений.

## Биография
- 1909 — родился в г. Барнауле Алтайского края. Вместе с родителями переезжает в Новосибирск. Учёба в школе и институте
- 1933—1937 — Новосибирский инженерно-строительный институт — диплом архитектора
- 1937—1941 — Сибирская проектная контора — должность инженера-архитектора.
- 04. 1941 — призван на действительную службу в Западную Украину, Львовская область, Управление строительства № 77.
- 06. 1941 — 01.1946 — действующая армия, Великая Отечественная война.
- 02.1946 — Донецк. Трест «Донбассспецстрой». Начальник строительства № 3. Начальник производственного отдела.
- 04.1947 — Новосибирск, переводом. «Кузбассстрой». Главный инженер Новосибирского участка.
- 10.1948 — Красноярск, переводом. Управление главного архитектора г. Красноярска. Старший архитектор архитектурно-планировочной мастерской.
- 07.1950 — Красноярск. В соответствии с решением исполкома Красноярского Краевого Совета переведен на должность начальника Отдела архитектуры Красноярского Краевого Совета депутатов трудящихся — Главного архитектор Красноярского Края.
- 07. 1951 — по постановлению Совета министров СССР был вновь призван в Советскую Армию (мобилизован на сверхсрочную службу и направлен на строительство нового города — Ангарска).
- 07. 1951 — г. Ангарск. УИМЛ. «ВМ» МВД СССР. Старший инженер.
- 05.1952 — г. Ангарск. Филиал «Гипронефтестрой» . Предприятие п/я 100. И. о. главного инженера проекта.
- 08. 1953 — г. Ангарск. Филиал «Гипронефтестрой» . Предприятие п/я 100. Главный инженер проекта.
- 1956 — демобилизован по постановлению правительства о сокращении вооруженных сил страны
- 07. 1960 — г. Ангарск. Филиал «Гипронефтестрой» . Предприятие п/я 100. Главный архитектор предприятия.
- 12. 1964 — г. Усть-Каменогорск. УКСДИ. И. о. доцента кафедры Архитектуры в связи с избранием по конкурсу.
- 21.04.1966 — диплом доцента архитектуры.
- 10.1967 — г. Усть-Каменогорск. УКСДИ. Назначен зав. кафедрой «Архитектура»
- 12.1970 — г. Усть-Каменогорск. УКСДИ. Назначен деканом Архитектурного факультета в связи с избранием Советом института.
- 01. 1973 — г. Усть-Каменогорск. УКСДИ. Назначен зав. кафедрой «Рисунка и живописи»
- 09. 1986 — г. Усть-Каменогорск. УКСДИ. По собственному желанию переведен на должность учебного мастера кафедры «Рисунка и живописи».
- 10.1988 — Уволен в связи с уходом на пенсию по возрасту (79 лет).

### Великая Отечественная война
В апреле 1941 призван на действительную службу. Для прохождения службы был направлен во Львовскую область Западной Украины — для строительства новой западной границы — в Управление строительства № 77, позже переименованное в Военно-Полевое строительство № 19.
В декабре 1941 года, после переформирования был направлен во вновь сформированную 21-ю Инженерно-Саперную бригаду, позже переименованную в 9-ю Инженерно-Минную бригаду, которая находилась в распоряжении Резерва Главного Командования и перебрасывалась по мере необходимости по Украинским Фронтам: Юго-Западный, Западный, Сталинградский, 1-й Украинский, 4-й Украинский . В конце войны часть именовалась — 9-я Инженерно-Минная Проскуровская ордена Богдана Хмельницкого, Александра Невского бригада. Бригада занималась инженерной разведкой, изучением обороны противника, наведением переправ, мостов через реки, восстановлением дорог, разминированием, чертежами, созданием карт передвижений и карт минных полей. В Сталинграде саперы бригады обеспечивали переправы через Волгу, строили уличные баррикады, минировали улицы Сталинграда. Голубоглазого лейтенанта Александра Голубева посылали в немыслимые и постоянные походы для изучения обороны противника. Великолепно ориентировался на местности, обладал хорошей профессиональной памятью.
Звания — Начал войну в звании младшего лейтенанта, закончил в звании инженер-капитана.

### Учёба и профессия

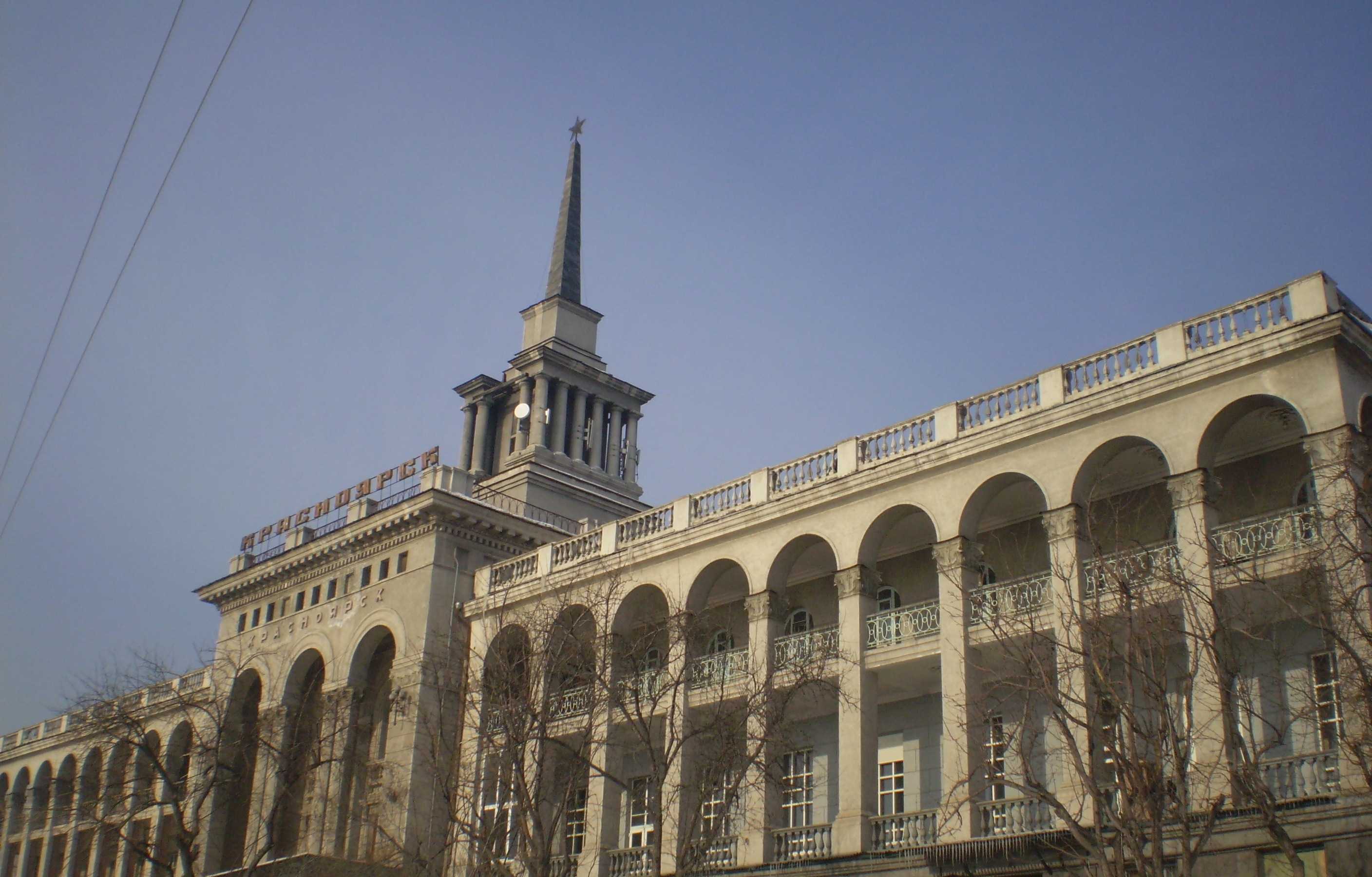
Здание речного вокзала

В институт в 1933 году поступил экстерном сразу на 2-й курс. После окончания института в 1937 году приходит в Сибирскую проектную контору. Принимает участие в реконструкции Новосибирского железнодорожного вокзала.
После войны — восстановление разрушенного Донецка.
В 1947 в Новосибирске принимает небольшое участие в реконструкции Новосибирского оперного театра.
1948—1951. Красноярск — главный архитектор, в том числе и проекта речного вокзала в городе Красноярске.
В 1953 Проект получает третью премию Совета Министров СССР по решению жюри конкурса на лучшие жилье и гражданские здания, выстроенные в городах и рабочих поселках РСФСР в 1953 году
Макет проекта выставляется на всемирной выставке в Брюсселе и получает серебряную медаль и диплом.
Вокзал долгое время считался символом Красноярска.
С 1951 по 1964 в г. Ангарске работая на должностях главного инженера и главного архитектора предприятия участвовал в составе авторского коллектива по проектированию:
- жилых и общественных зданий, детских и оздоровительных учреждений.
- планировки и застройки отдельных районов г. Ангарска
- санатория С. М. РСФСР на оз. Байкал

УКСДИ (ныне — ВКГТУ) — институту отдана самая зрелая часть жизни . Он не просто работал в институте — он жил институтом., без высоких слов — буквально до последнего вздоха.
Он непросто преподаватель — он и научный работник, и руководитель дипломников, и великолепный лектор, и внимательный консультант. Он готовился к лекциям с усердием первокурсника, сидел ночами, обложенный книгами. Он действительно ярчайший представитель своего необыкновенного поколения, выстоявшего в ту войну. Интеллигентность во всем, удивительный такт, чувство долга и ответственность. 
Любил спорт — футбол (в юности играл за команду города), лыжи, коньки. На коньках катался до 70 лет.

## Награды

### Ордена
- «Орден Красной Звезды» (1944)[2]
- «Орден Отечественной войны II степени» (1945)[3]

### Медали
- «За боевые заслуги» (1943)[4]
- «За оборону Сталинграда»[5]
- «За победу над Германией»[5]
- Юбилейные медали за Победу в Великой Отечественной войне ко Дню Победы.
- Медаль «За доблестный труд в ознаменование 100-летия со дня рождения В. И. Ленина»